# Ole Henrik Laub

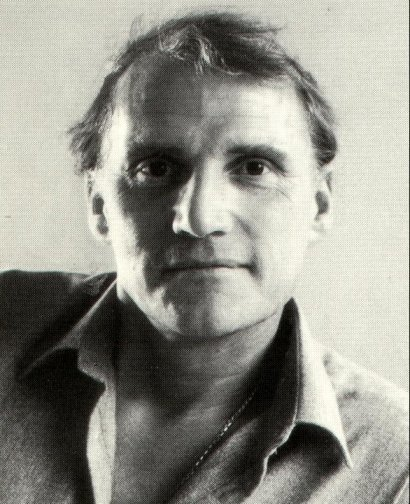
Ole Henrik Laub

Ole Henrik Laub (* 3. Dezember 1937 in Aarhus; † 22. Oktober 2019) war ein dänischer Schriftsteller.
Laub debütierte im Jahr 1967 mit Et Svaerd Dyppet i Honning, einer Sammlung von Kurzgeschichten. Er hat seitdem mehr als fünfzig Prosawerke – darunter Kurzgeschichten, Romane und Kinderbücher – geschrieben. Er hat auch Stücke für die Bühne, das Fernsehen und Radiohörspiele verfasst. Seine Geschichten handeln von Menschen in dänischen Kleinstädten; sie haben meist einen dunklen düsteren Ton.
Viele seiner Hörspiele hatten auch Erfolg in Deutschland. Zu seinen wichtigsten Werken für das Radio zählt Roskjaer war hier. Es wurde mehr als 20 Mal im deutschen Radio gesendet.

## Malerei
In den letzten Jahren arbeitete Laub neben seiner Schriftstellertätigkeit auch als Kunstmaler. Unter dem Pseudonym Henry Barrach hat er mehr als 30 Ausstellungen gemacht. Die Gemälde sind voller Geschichten, die in vielerlei Hinsicht seine Arbeit als Autor widerspiegeln.

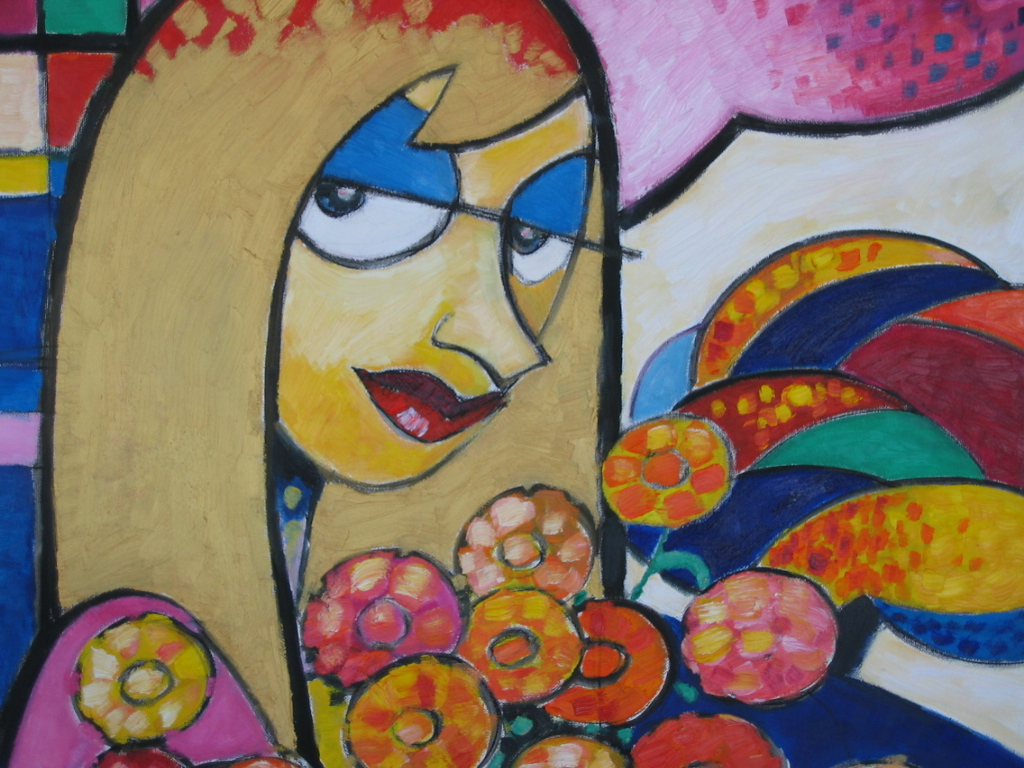
Flirtende pige med blomster